# Де-Гаукес
Де-Гаукес (нід. De Haukes) — селище в нідерландській провінції Північна Голландія. Входить до муніципалітету Голландс-Крон.
Його площа становить 0,14 км², а населення станом на 2021 рік складало 140 осіб.